# Timo Horn
Timo Horn (Colonia, 12 de mayo de 1993) es un futbolista alemán que juega como guardameta para el VfL Bochum de la 2. Bundesliga de Alemania.

## Clubes
| Club                | País     | Año           |
| ------------------- | -------- | ------------- |
| 1. F. C. Colonia II | Alemania | 2010-2011     |
| 1. F. C. Colonia    | Alemania | 2011-2023     |
| Red Bull Salzburgo  | Austria  | 2024          |
| VfL Bochum          | Alemania | 2024-presente |

## Palmarés

### Campeonatos internacionales
| Título           | Club                  | País           | Año  |
| ---------------- | --------------------- | -------------- | ---- |
| Juegos Olímpicos | Selección de Alemania | Río de Janeiro | 2016 |